# Сан Рамон (Калифорнија)
Сан Рамон (енгл. San Ramon) град је у америчкој савезној држави Калифорнија. По попису становништва из 2010. у њему је живело 72.148 становника.

## Демографија
Према попису становништва из 2010. у граду је живело 72.148 становника, што је 27.426 (61,3%) становника више него 2000. године.
| Група             | 2000.          | 2010.          |
| Белци             | 32.356 (72,3%) | 34.956 (48,5%) |
| Афроамериканци    | 862 (1,9%)     | 2.043 (2,8%)   |
| Азијати           | 6.680 (14,9%)  | 25.713 (35,6%) |
| Хиспаноамериканци | 3.238 (7,2%)   | 6.250 (8,7%)   |
| Укупно            | 44.722         | 72.148         |